# Palmhoutwrak
Het Palmhoutwrak is een 17e-eeuws scheepswrak voor de kust van het Nederlandse eiland Texel. Het wrak is vernoemd naar een deel van de lading dat het vervoerde: stammen palmhout. De originele naam en eigenaar zijn (nog) niet bekend. De restanten van het schip liggen op het Burgzand en werden in 2010 ontdekt. De eerste archeologische vondsten werden in 2014 gedaan en in 2016 bekend gemaakt. De vondsten konden gedaan worden omdat het wrak verder vrij was gespoeld van zand en slib. In totaal werden er ongeveer 1500 objecten uit het wrak gehaald.
Het schip was vermoedelijk een straatvaarder. Waar het vandaan kwam en wat de bestemming was, of zelfs welk schip het was, is niet bekend. Het zonk tussen 1645 en 1670. Omdat er ook boekomslagen met het wapen van de Engelse koninklijke familie Stuart gevonden werden, bestaat er een kans dat de vracht van een van de leden van die familie was.
Volgens een artikel in de Engelse krant The Guardian was het schip niet onderweg van het Middellandse Zeegebied, maar van Dover naar Hellevoetsluis. Het schip maakte deel uit van een vloot van 12 schepen met vracht van de Britse koning en koningin.
Alle vondsten uit het wrak zijn eigendom van de provincie Noord-Holland en zijn in langdurig bruikleen gegeven aan het museum Kaap Skil op Texel. Daar worden de voorwerpen, na te zijn geconserveerd, ook tentoongesteld.

## Lading
De lading van het schip bevatte naast honderden stammen palmhout ook persoonlijke eigendommen van passagiers, waaronder verschillende kledingstukken, een zilveren pronkbeker, toiletset met tafelspiegel (met deurtjes bekleed met zijdevelours), pomanders en ook een bruidsjurk.
Het hout lag op een apart dek, boven het textiel. Vermoedelijk lagen de stammen buxushout (buxushout en palmhout is hetzelfde) op het dek. Ook tweeëndertig boeken met boekomslagen maakten onderdeel uit van de lading. Hiervan zijn alleen de boekomslagen teruggevonden. De decoraties op de omslagen waren zeer uiteenlopend, maar een viel uit de toon: een kalfsleren boekband met het familiewapen van de Engels-Schotse koninklijke familie Stuart. Nadine Akkerman heeft, op basis van een brief van Elizabeth Stuart, de jurk toegekend aan Jean Kerr (ook bekend als Jane Drummond). Bij de vloot zaten ook schepen met daarop de negenjarige Maria, de vrouw van Willem II. Er waren ook kroonjuwelen van het Verenigd Koninkrijk onderweg om verkocht te worden om zo de oorlogskas van het koningsgezinde leger te spekken.

### Kleding

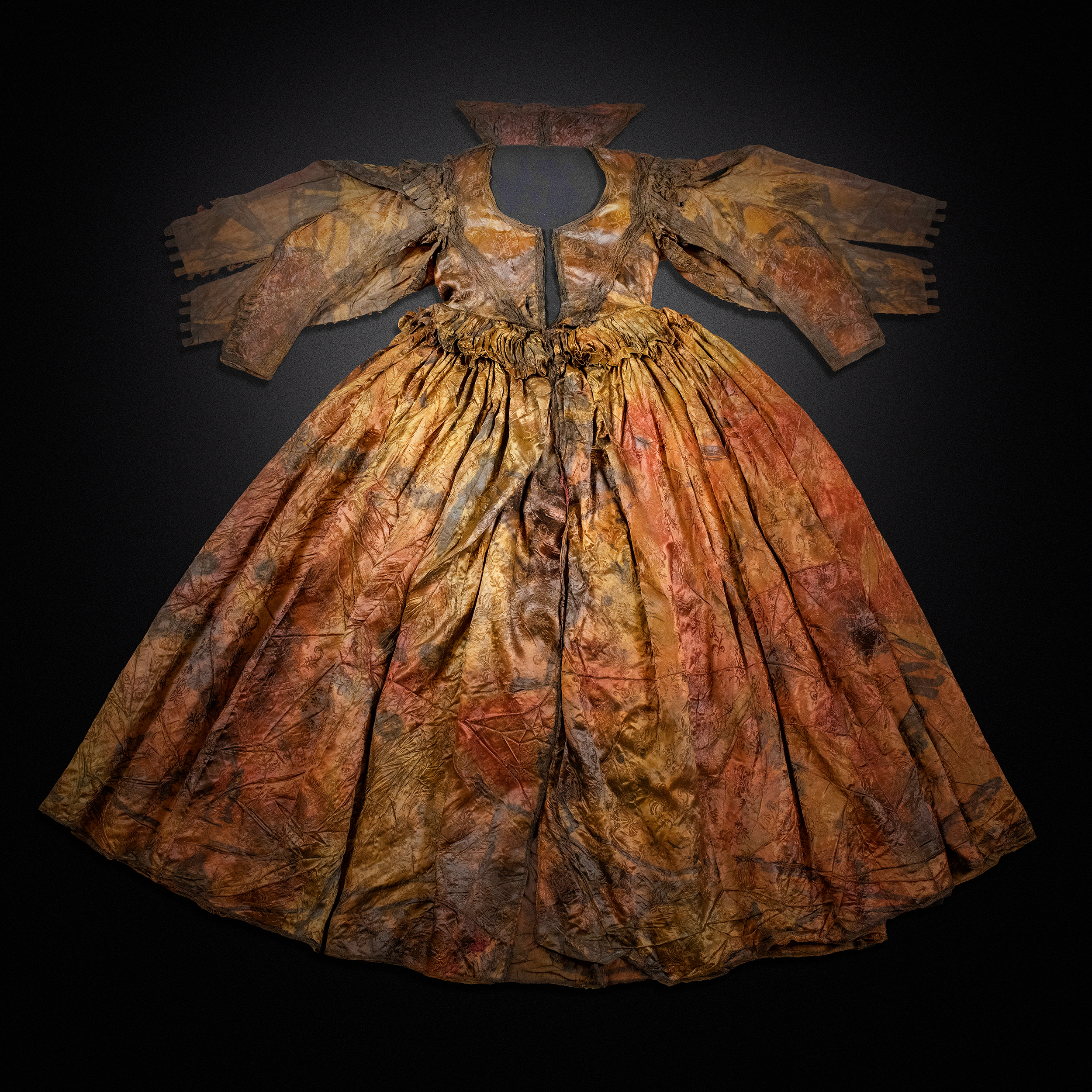
De zijden jurk uit het wrak, hier tentoongesteld in museum Kaap Skil.

Onder het zand lagen verschillende kisten met daarin nog resten textiel, waaronder een zijden jurk, zijden kousen en een oosters kledingstuk dat mogelijk een kaftan was. In 2022 werd bekend dat er ook een deels zilveren trouwjurk was gevonden. Deze en de eerder gevonden jurk hadden niet dezelfde maat.
Een van de kledingstukken, een zijden jurk, kreeg in 2016 internationale bekendheid, omdat het vrijwel gaaf bewaard is gebleven. Deze jurk werd als een van de eerste voorwerpen naar boven gehaald. De duiker had op moment van ontdekking niet door wat hij vast had en dacht dat het niet iets bijzonders was. Pas op moment dat het aan boord van een schip gebracht werd, werd duidelijk dat het een kledingstuk was. 17e-eeuwse kleding is zeldzaam, daardoor werd deze vondst extra bijzonder. Volgens de The Guardian was het kledingstuk eigendom van Jean Kerr (ook  bekend als Jane Drummond, naar haar geboortenaam), een hofdame van koningin Henrietta Maria, de vrouw van koning Karel I van Engeland. Het schip zou met elf anderen zijn vergaan tijdens een storm in februari 1642. De jurk was in ieder geval bedoeld voor dagelijks gebruik, want er zaten geen decoratieve kralen of borduurwerk op de jurk. Later onderzoek heeft deze stelling onderuit gehaald, het schip werd pas na 1645 gebouwd.
In 2022 werd bekend dat een tweede jurk uit het wrak een bruidsjurk bleek te zijn. De jurk bestaat uit losse delen, waardoor in 2014 niet duidelijk was dat het om een complete jurk ging. Deze zijden jurk, van origine een lichte kleur, is ouder dan de rest van de vracht, omdat de stijl populair was omstreeks 1625. De jurk heeft ingeweven zilveren plaatjes die in elkaar geknoopte harten zijn geweven. De plaatjes hebben op hun beurt de vorm van liefdesknopen: een geknoopt touw met aan de uiteinden kwastjes. De theorie is dat de japon van een Nederlandse familie was, die afkomstig was uit het Middellandse Zeegebied en terugging naar De Republiek.

### Pronkbeker
De pronkbeker die werd gevonden is een zilveren beker afkomstig uit Neurenberg. Na de vondst moest de beker wel gerestaureerd worden, want deze was deels platgedrukt, bedekt geraakt met corrosie en ook in drie stukken gebroken. Op het deksel van de beker staat de oorlogsgod Mars, zijn schild is afgebroken en niet teruggevonden. De beker zelf is versierd met mascarons, bloemmotieven en vazen.